# Luca Zuffi
Luca Zuffi (ur. 27 marca 1990 w Winterthurze) – szwajcarski piłkarz grający na pozycji ofensywnego pomocnika. Od 2014 jest zawodnikiem klubu FC Basel. Jest synem Dario Zuffiego, także piłkarza i reprezentanta Szwajcarii.

## Kariera klubowa
Swoją karierę piłkarską Zuffi rozpoczął w klubie FC Winterthur. W 2006 roku awansował do pierwszego zespołu i w sezonie 2006/2007 zadebiutował w nim w Swiss Challenge League. W zespole Winterthuru występował do zakończenia sezonu 2011/2012.
Latem 2012 Zuffi przeszedł do występującego w Swiss Super League, FC Thun. Swój debiut w nim zaliczył 14 lipca 2012 w zremisowanym 0:0 domowym meczu z Lausanne Sports. 21 kwietnia 2013 strzelił swojego pierwszego gola w Super League w zremisowanym 2:2 domowym spotkaniu z FC Basel. W FC Thun grał przez dwa lata.
Latem 2014 roku Zuffi został zawodnikiem FC Basel, które zapłaciło za niego kwotę 600 tysięcy euro. W zespole z Bazylei swój debiut zaliczył 19 lipca 2014 w zwycięskim 2:1 wyjazdowym meczu z FC Aarau. W sezonach 2014/15, 2015/16, 2016/17 wywalczył z Basel mistrzostwo Szwajcarii. W sezonach 2016/17 oraz 2018/19 wygrał Puchar Szwajcarii. W czasie 7 sezonów spędzonych w klubie rozegrał w nim 200 spotkań zdobywając przy tym 27 bramek.
1 lipca 2021 roku podpisał kontrakt z FC Sion. Swój debiut zaliczył 25.07.2021 roku w przegranym 2:1 meczu przeciwko Servette FC.
| Sezon   | Klub          | Kraj       | Rozgrywki        | Mecze | Gole |
| ------- | ------------- | ---------- | ---------------- | ----- | ---- |
| 2006/07 | FC Winterthur | Szwajcaria | Challenge League | 2     | 0    |
| 2007/08 | FC Winterthur | Szwajcaria | Challenge League | 18    | 4    |
| 2008/09 | FC Winterthur | Szwajcaria | Challenge League | 20    | 1    |
| 2009/10 | FC Winterthur | Szwajcaria | Challenge League | 4     | 1    |
| 2010/11 | FC Winterthur | Szwajcaria | Challenge League | 19    | 2    |
| 2011/12 | FC Winterthur | Szwajcaria | Challenge League | 24    | 1    |
| 2012/13 | FC Thun       | Szwajcaria | Super League     | 26    | 1    |
| 2013/14 | FC Thun       | Szwajcaria | Super League     | 28    | 3    |
| 2014/15 | FC Basel      | Szwajcaria | Super League     | 29    | 5    |
| 2015/16 | FC Basel      | Szwajcaria | Super League     | 36    | 4    |
| 2016/17 | FC Basel      | Szwajcaria | Super League     | 31    | 5    |
| 2017/18 | FC Basel      | Szwajcaria | Super League     | 30    | 3    |
| 2018/19 | FC Basel      | Szwajcaria | Super League     | 34    | 7    |
| 2019/20 | FC Basel      | Szwajcaria | Super League     | 19    | 3    |
| 2020/21 | FC Basel      | Szwajcaria | Super League     | 21    | 0    |
| 2021/22 | FC Sion       | Szwajcaria | Super League     | 29    | 1    |
| 2022/23 | FC Basel      | Szwajcaria | Super League     |       |      |

## Kariera reprezentacyjna
Zuffi grał w młodzieżowych reprezentacjach Szwajcarii na różnych szczeblach wiekowych. W dorosłej reprezentacji Szwajcarii zadebiutował 9 października 2015 roku w wygranym 7:0 meczu eliminacji do Euro 2016 z San Marino, rozegranym w St. Gallen.